# Camille Paglia
Camille Anna Paglia (ur. 2 kwietnia 1947) – amerykańska krytyczka sztuki i życia społecznego, określająca siebie jako feministkę w opozycji i liberała światopoglądowego.

## Życiorys
Od 1984 r. jest profesorem The University of the Arts w Filadelfii, w stanie Pensylwania. Jest autorką wielu książek. Bestsellerem okazała się wydana w 1990 roku książka z dziedziny krytyki literackiej: Sexual Personae: Art and Decadence from Nefertiti to Emily Dickinson. Wśród jej książek jest także analiza filmu Alfreda Hitchcocka Ptaki, oraz szkice o poezji Break, Blow, Burn (Złam, rozbij, spal). Pisze artykuły na temat sztuki, pop-kultury, feminizmu i polityki. Paglia z uznaniem wypowiada się o Madonnie, przyjęła też radykalnie liberalną postawę wobec wzbudzających kontrowersje kwestii społecznych jak aborcja, homoseksualizm i zażywanie narkotyków. Wyraża się  krytycznie o amerykańskim feminizmie, jest także bardzo krytyczna w stosunku do następujących francuskich  pisarzy jak Jacques Lacan, Jacques Derrida i Michel Foucault.
O krytyce sztuki współczesnej wypowiedziała się, że jest niezdolna do powiedzenia czegokolwiek ważnego, gdyż oddaliła się od świata rzeczy fizycznych. Według Paglii, sztuka to idee wyrażone w formie materialnej. Ponieważ sztuka nie jest filozofią, nie operuje słowem, lecz dokonuje się w świecie pięciu zmysłów.